# Villegusien-le-Lac
Villegusien-le-Lac ist eine französische Gemeinde im Département Haute-Marne in der Region Grand Est. Sie gehört zum Arrondissement Langres und zum Kanton Villegusien-le-Lac. In der Gemeinde leben 993 Einwohner (Stand: 1. Januar 2022).

## Geografie
Villegusien-le-Lac liegt etwa 44 Kilometer südsüdöstlich von Chaumont an der Vingeanne und am Marne-Saône-Kanal. Im Norden liegt der Lac de Villegusien.
Durch die Gemeinde führen die frühere Route nationale 67 und die frühere Route nationale 74.

## Geschichte
Zum 1. Januar 2016 trat die Nachbargemeinde Heuilley-Cotton der Gemeinde bei.

## Bevölkerungsentwicklung
| Jahr                       | 1962 | 1968 | 1975 | 1982 | 1990 | 1999 | 2006 | 2013 | 2019 |
| Einwohner                  | 631  | 525  | 898  | 942  | 947  | 939  | 984  | 992  | 983  |
| Quellen: Cassini und INSEE |      |      |      |      |      |      |      |      |      |

## Sehenswürdigkeiten
- Kirche von Villegusien-le-Lac
- Kirche Saint-Loup von Heuilley-Cotton
- Schloss Piépape aus dem 18. Jahrhundert
- Platz Jean-Robinet

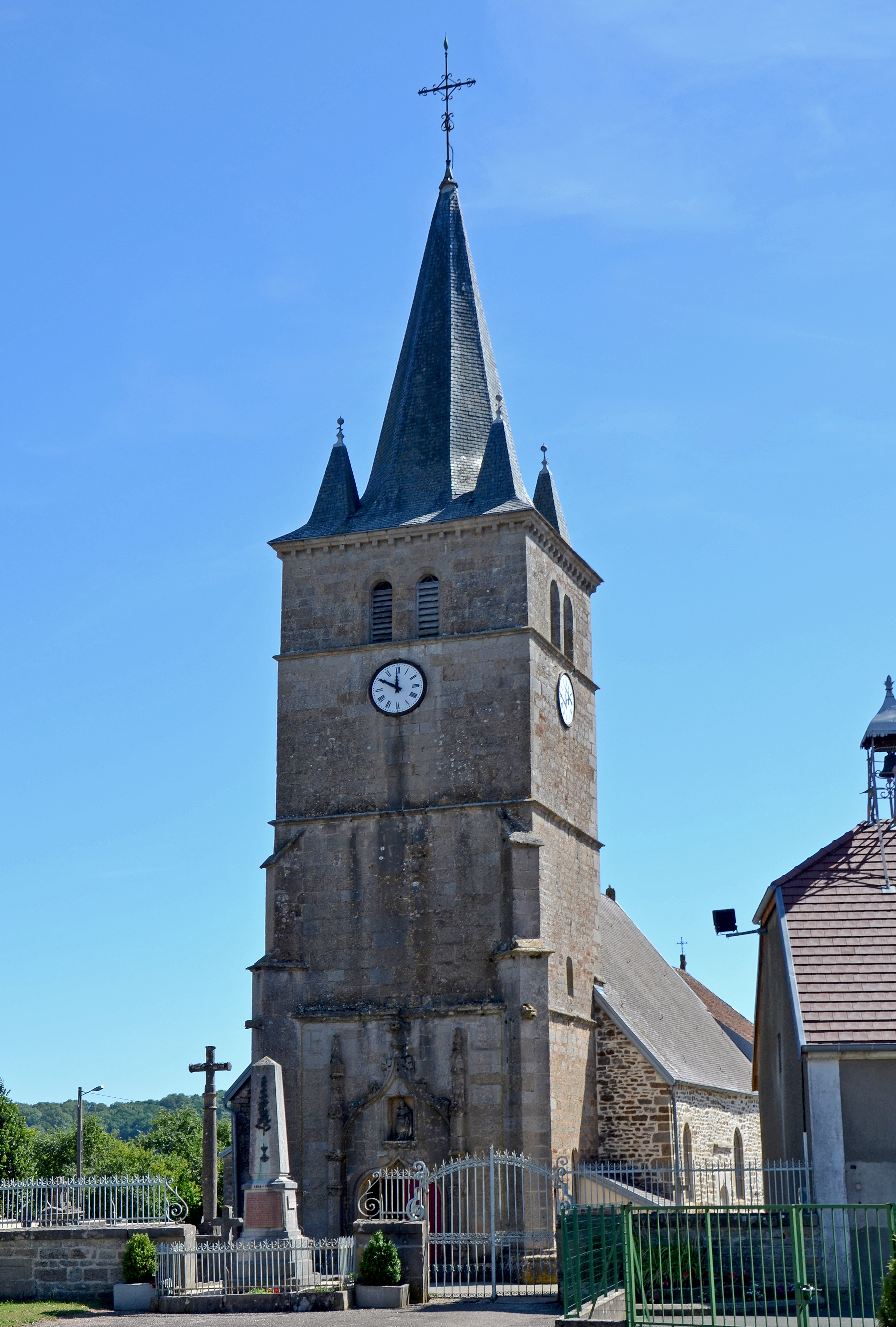
Kirche Saint-Loup
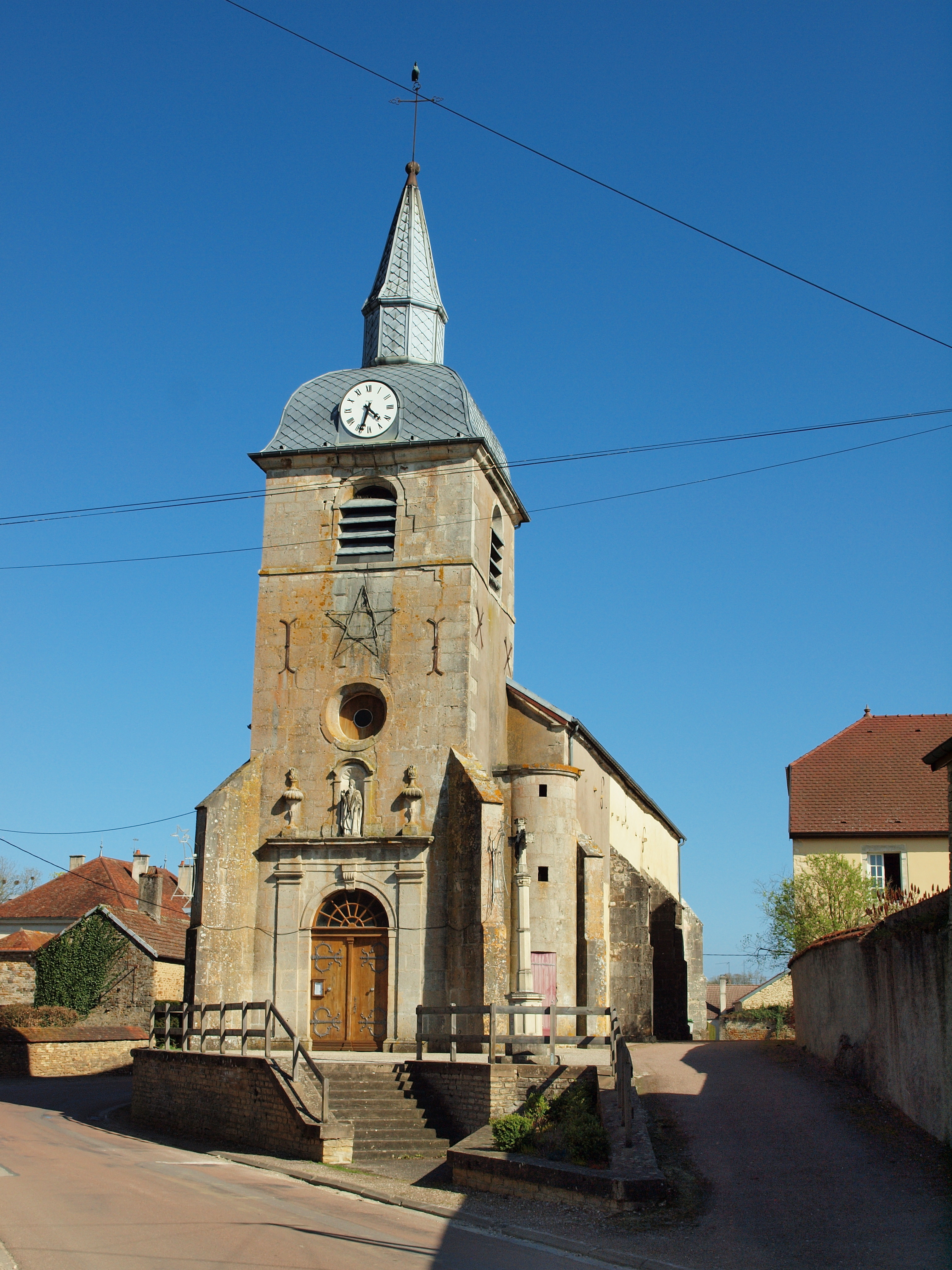
Kirche von Villegusien-le-Lac